# Enrico Poggi
Enrico Massimo Poggi (Génova, 30 de janeiro de 1908 — 16 de outubro de 1976) foi um velejador italiano, campeão olímpico. Ele competiu nos Jogos Olímpicos de Verão de 1936 na classe 8 Metre e conquistou a medalha de ouro na disputa a bordo do Italia com Giovanni Reggio, Bruno Bianchi, Luigi De Manincor, Domenico Mordini e Luigi Poggi. Em 1948, ele terminou em oitavo como tripulante do barco Ciocca II na prova da classe 6 Metre. Quatro anos depois, ele foi novamente tripulante do barco italiano Ciocca II, que terminou novamente em oitavo na prova da mesma classe.